# Rudolf Bode

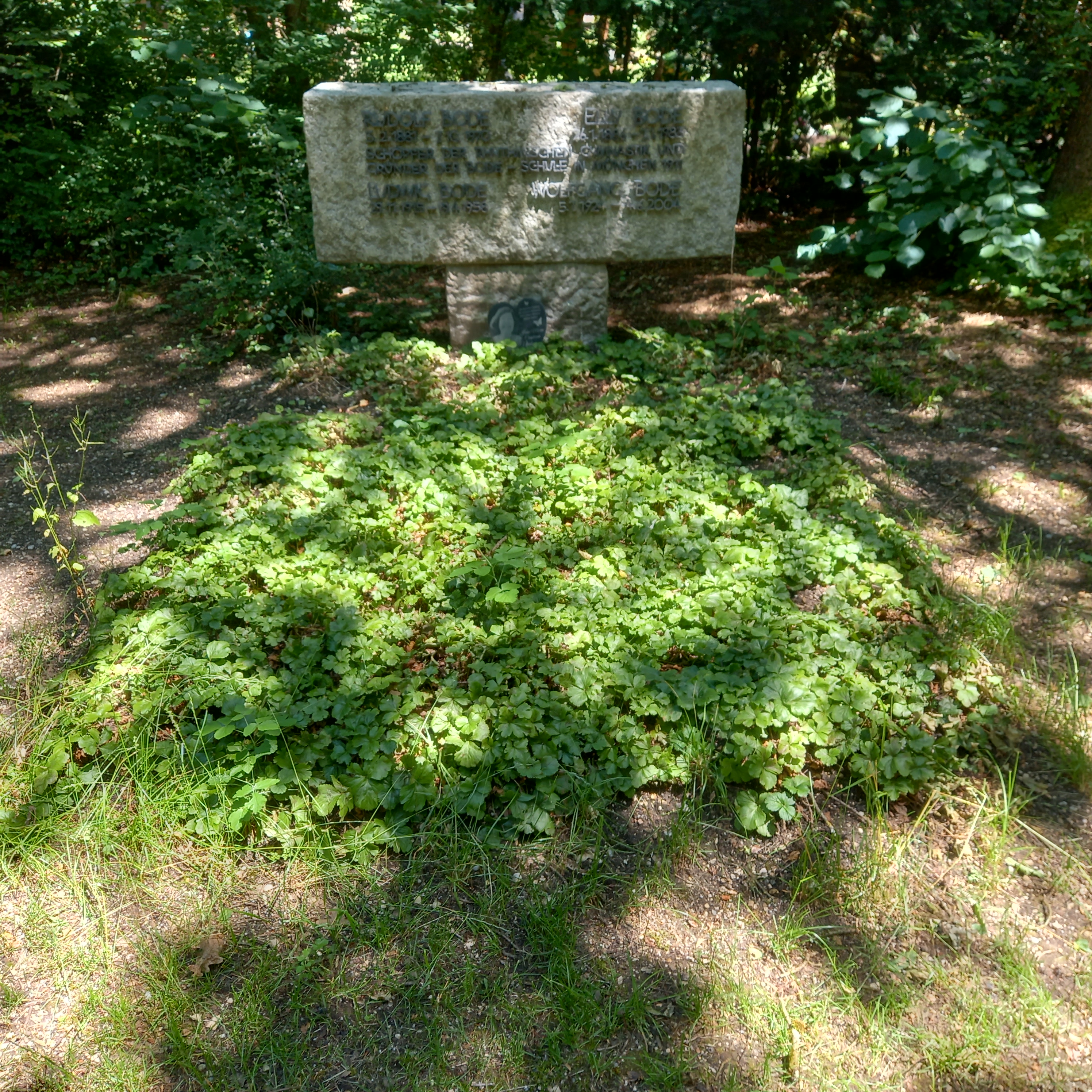
Das Grab von Rudolf Bode und seiner Ehefrau Elly geborene Drenkmann im Familiengrab auf dem Waldfriedhof (München)

Rudolf Fritz Karl Berthold Bode (* 3. Februar 1881 in Kiel; † 7. Oktober 1970 in München) war ein deutscher Pädagoge und Begründer der Ausdrucksgymnastik. Seine zentralen Anliegen waren die Ganzheitlichkeit der Bewegung, ihre rhythmische Gestaltung und die Wechselwirkung von Körper und Seele.

## Leben
Bode, Sohn eines Kieler Kaufmanns, studierte 1901–1904 am Konservatorium Leipzig und gleichzeitig 1901–1906 an der dortigen Universität und schloss sein Studium mit einer Dissertation über Die Zeitschwellen für Stimmgabeltöne mittlerer und leiser Intensität 1906 ab. Er arbeitete zunächst als Pianist, 1907–1908 als Korrepetitor am Stadttheater Kiel, 1908–1909 als Kapellmeister am Stadttheater Kaiserslautern, 1909–1910 als Kapellmeister und Chordirektor am Stadttheater Heidelberg und 1910–1911 als Lehrer an der Bildungsanstalt von Émile Jaques-Dalcroze in Hellerau.
1909 heirateten Rudolf Bode und Elly Drenkmann. Die Ehe wurde auch zu einer Arbeitsgemeinschaft, bei der Elly Bode ab 1935 die Leitung der Bode Schule übernahm, aus der sich in München ab 1938 die Bildungsstätte für deutschen Tanz entwickelte.  
Im Oktober 1911 gründeten sie in München die Bode-Schule für rhythmische Gymnastik, in der er auch Klavier und Musiktheorie unterrichtete und die heute die älteste Lehranstalt für Gymnastik in Deutschland ist.
Am 11. August 1922 wurde in Jena der „Bodebund für Körpererziehung“ mit Hinrich Medau als Vorsitzenden gegründet. Der Bode-Bund weitete sich in der Folgezeit recht schnell aus, so dass neben der Schule in München in Berlin, Bremen und Breslau weitere Standorte entstanden. Im Frühjahr 1925 gaben seine Lehrkräfte bereits in 26 Städten Kurse; einige davon wurden von über hundert Teilnehmern besucht.
In seiner Schrift Rhythmus und Körpererziehung bezog er sich besonders auf den Philosophen Ludwig Klages.
Bode trat zum 1. April 1932 der NSDAP bei (Mitgliedsnummer 1.067.196). In der Zeit des Nationalsozialismus war Bode Leiter der Fachschaft „Gymnastik und Tanz“ im Reichsverband deutscher Turn-, Sport- und Gymnastiklehrer. 1933 wurde er Fachgruppenleiter im Kampfbund für deutsche Kultur. 1935 wurde er fachlicher Leiter der Reichsschule des Reichsnährstandes in Burg Neuhaus bei Braunschweig bis zur Schließung der Schule 1939. Er entwickelte die Neuhaus-Gymnastik, eine Ausgleichsgymnastik für Bauern. Nach dem Krieg wurde Bode als Mitläufer eingestuft.
1948 wurde der „Bodebund für Rhythmische Gymnastik“ wiedergegründet., am 1. Oktober 1951 die Bode Schule in München wiedereröffnet. Am 31. März 1970 führte die Schule ihren ersten Lehrgang für Jazzgymnastik in München durch.

## Ausdrucksgymnastik
Rudolf Bode orientierte sich am Wesen der ursprünglichen Naturbewegungen. Durch falsche Erziehung oder einseitig gerichteter Tätigkeit gehe diese Ursprünglichkeit verloren. Den natürlichen Ablauf der Bewegung als Ausdruck inneren Erlebens wiederherzustellen sei die Aufgabe der Gymnastik.
Es fasste seine Idee von Gymnastik wie folgt zusammen:
1. Das Gesetz der Ganzheitlichkeit
Die Bewegungen gehen vom Schwerpunkt, dem Rumpf, aus und übertragen sich auf den ganzen Körper. Bei jeder Bewegung ist der ganze Mensch beteiligt. Das innere Erleben findet seinen Ausdruck in der ganzheitlichen Bewegung.
2. Das Gesetz des rhythmischen Wechsels
Der Wechsel von Spannung und Entspannung in der Bewegung und die Dreiphasigkeit des Bewegungsablaufs. Jede Bewegung gliedert sich in Ausholbewegung (Auftakt), Entladung (Betonung) und Ausklang (Auslaufbewegung, Abtakt).
3. Das Gesetz der Ökonomie
Eine ganzheitliche Bewegung bewirkt bei relativ geringstem Krafteinsatz höchste Leistung.
4. Das Gesetz leiblich-seelischer Wechselwirkung mit dem Ausdrucksprinzip
Die Wechselwirkung von Erlebnis und Bewegung, von innen und außen, führt zum Begriff der Ausdrucksgymnastik.

Die von Bode geschaffenen Schwungbewegungen demonstrieren diese Gesetze. Die Schwungbewegungen erfassen den ganzen Menschen, der sich im Ablauf der Dreiphasigkeit ökonomisch zwischen Spannung und Entspannung bewegt.

## Werke
- Aufgaben und Ziele der rhythmischen Gymnastik Verlag der ärztlichen Rundschau Otto Gmelin, München 1913, 2. Auflage C.H. Beck´sche Verlagsbuchhandlung München 1923, 3. Auflage 1933.
- Der Rhythmus uns seine Bedeutung für die Erziehung Verlag Eugen Diederichs, Jena 1920.
- Ausdrucksgymnastik C.H. Beck´sche Verlagsbuchhandlung, München 1922, 2. Auflage 1924, 3. Auflage 1925, 4. Auflage 1926, 5. Auflage 1933, holländische Übersetzung Uitdrukkingsgymnastiek 1923, englische Übersetzung Expression-Gymnastics 1931.
- Rhythmus und Körpererziehung Verlag Eugen Diederichs, Jena 1923, 2. Auflage 1925.
- Das Lebendige in der Leibeserziehung C.H. Beck´sche Verlagsbuchhandlung, München 1925.
- Neue Wege in der Leibeserziehung C.H. Beck´sche Verlagsbuchhandlung, München 1926.
- Musik und Bewegung Bärenreiter Verlag, Kassel 1930, 2. Auflage Chr. Friedrich Vieweg, Berlin 1942, 3. Auflage Wilhelm Limpert Verlag, Frankfurt/Main 1953, 4. Auflage Walter Kögler Verlag, Stuttgart 1967.
- Die Grundübungen der körperlichen Bildung Bärenreiter-Verlag, Kassel 1930, 2. Auflage 1936.
- Rhythmus und Anschlag C.H. Beck´sche Verlagsbuchhandlung, München 1933.
- Bewegung und Gestaltung. Von den Kulturaufgaben der körperlichen Erziehung. Widukind-Verlag, Berlin 1936.
- Energie und Rhythmus Blut und Boden Verlag, Goslar 1939.
- Neuhaus-Gymnastik Blut und Boden Verlag, Goslar 1943.
- Rhythmische Gymnastik W. Limpert Verlag, Frankfurt/Main 1953, 2. Auflage 1957.